# Ademaga Mešić
Ademaga Mešić (Tešanj, 25. mart 1868. — Popovača kod Kutine, 5. jul 1945.) bio je hrvatski političar, doglavnik Nezavisna Države Hrvatske.

## Biografija
Ademaga Mešić je rođen u Tešnju 1868. (negde se vodi i 1869) godine od oca Hadži Mehmeda Muharema Mustafe i majke Arife, rođene Galijašević. Proizašao je iz ugledne trgovačke porodice. Pohađao je srednju muslimansku školu (medresu) u Travniku i nakon očeve smrti preuzima očevo imanje i postaje jednim od najpoznatijih trgovaca u Bosni. Pripadao je krugu napredne hrvatske inteligencije i čitav život je izražavao interese onog dela bosanskog muslimanskog društva koje je prihvatalo i podržavalo tekovine modernog vremena. Pre Prvoga svetskog rata bio je predsednik Muslimanske napredne stranke i izabran za poslanika u Bosansko-hercegovačkom zemaljskom saboru koji zaseda od sredine juna 1910. do početka jula 1914. godine. Izabran je na dopunskim izborima u aprilu 1911. dobivši podršku više od polovine glasačkog tela (2244 glasača), a kao predstavnik svih sreskih gradova u mostarskom okrugu ušao u 2. izbornu kuriju Sabora. Nacionalno se osećao i deklarisao kao Hrvat. Zastupajući stav da je nužno da se razdvoji pojam vere od pojma nacije, tvrdi: „Mi nismo Turci, nego smo po veri Muslimani, a po naciji i našem lepom hrvatskom jeziku Hrvati.” (Mešić, Memoari I. str. 122.) Zalagao se za jedinstvo Hrvata katolika i Hrvata muslimana. Osnovao je 1908. godine Muslimansku naprednu stranku u hrvatskom duhu. Godine 1914. osniva Hrvatsko dobrotvorno društvo vojnika dobrovoljaca Mešić koje je kao „pripomoćna zaklada” trebalo „potpomagati decu vojnika-dobrovoljaca, da se obrazuju na školama, uvežbaju u narodnim zanatima po Bosni i Hercegovini te Austro-Ugarskoj monarhiji”, ali prava aktivnost društva nije u praksi zaživela. Za vreme Kraljevine Jugoslavije bio je član Jugoslovenske muslimanske organizacije i odlučan protivnik njena ulaska u Jugoslovensku radikalnu zajednicu, smatrajući da se time napušta ideja o autonomiji BiH. Zbog toga inicira veliku skupštinu u Tešnju 27. oktobra 1935. godine koja je bila osnova za buduću Muslimansku organizaciju (osnovana u novembru 1936. godine u Zagrebu pri Hrvatskoj seljačkoj stranci). MO HSS djeluje u BiH od tada pa sve do 1941. godine, a Mešić je bio jedan od njenih lidera. Za vreme stvaranja i tokom postojanja NDH, bio je doglavnik Ante Pavelića.

### Posle sloma NDH i smrt
Zajedno sa članovima Vlade NDH i drugim zluženicima napušta Zagreb 6. maja 1945. i bježe u Austriju. Britanska vojna policija ga hapsi 17. maja 1945. godine i zatvaraju u logoru Spital na Dravi, a 18. maja je u Rozenbahu izručen jugoslovenskim vlastima. Od Vojnog suda JA u Zagrebu optužen je za veleizdaju i ratni zločin na temelju „Uredbe o vojnim sudovima” iz 1944. godine. Isti sud ga je osudio 1. juna 1945. na kaznu doživotnog zatvora, gubitak građanske časti i konfiskaciju imovine. Umro je 5. jula 1945. godine, u zatvorskoj bolnici u Popovači.

## Književno stvaralaštvo i publicistika
Bio je jednim od najvećih kulturnih mecena u Bosni u prvoj polovini 20. veka i dugogodišnji donator listova Behar, Ogledalo, Muslimanska svijest. Zbog toga što je finansirao štampanje Behara smatran je vlasnikom ovog lista. Zajedno sa Hakijom Hadžićem osnivač je i lista Hrvatska svijest, u kojima takođe i objavljuje. Jedan je od osnivača i značajni je pomagač muslimanskog dečijeg potpornog društva Gajret i Narodne uzdanice. Osnovao je samostalno 50 zemljoradničkih zadruga. Bio je takođe većinski vlasnik Islamske Štamparije. Napisao je dramu Carevićev grob (posle preuređena u Ismet i Almera) i više brošura od kojih je poznatija Namet na vilajet.

## Dela
- Carevićev grob, drama, (poslije preuređena u Ismet i Almera)
- Namet na vilajet, brošura, 1917.
- Ademaga Mešić, Moj odgovor bezimenim klevetnicima i drugi tekstovi, Tešanj, 1998. (priredio Amir Brka)

### Dodatna literatura
- Tomasevich, Jozo (2002). War and Revolution in Yugoslavia, 1941-1945: Occupation and Collaboration (на језику: енглески). Stanford University Press. ISBN 978-0-8047-7924-1. Приступљено 5. 9. 2022.